# Ligne Katsuyama Eiheiji
La ligne Katsuyama Eiheiji (勝山永平寺線, Katsuyama-Eiheiji-sen) est une ligne ferroviaire de la compagnie Echizen Railway située dans la préfecture de Fukui au Japon. Elle relie la gare de Fukui à celle de Katsuyama.

## Histoire
La ligne ouvre par étapes entre 1914 et 1929.

## Caractéristiques

### Ligne
- longueur : 27,8 km
- écartement des voies : 1 067 mm
- nombre de voies : voie unique
- électrification : 600 Vcc
- vitesse maximale : 65 km/h

### Liste des gares
La ligne comporte 23 gares. 
| Numéro | Gare               | Nom japonais | Distance (km) | Correspondances                                                                                             | Localisation |
| ------ | ------------------ | ------------ | ------------- | --- | ------------ |
| E1     | Fukui              | 福井         | 0             | JR West : Shinkansen Hokuriku, Etsumi-Hoku Hapi-Line Fukui : Hapi-Line Fukui Tramway de Fukui (à Fukui-eki) | Fukui        |
| E2     | Shin-Fukui         | 新福井       | 0,5           | | Fukui        |
| E3     | Fukuiguchi         | 福井口       | 1,5           | Echizen Railway : Mikuni Awara (interconnexion)                                                             | Fukui        |
| E4     | Echizen-Kaihotsu   | 越前開発     | 2,4           | | Fukui        |
| E5     | Echizen-Shinbo     | 越前新保     | 3,4           | | Fukui        |
| E6     | Oiwakeguchi        | 追分口       | 4,4           | | Fukui        |
| E7     | Higashi-Fujishima  | 東藤島       | 5,3           | | Fukui        |
| E8     | Echizen-Shimabashi | 越前島橋     | 6,0           | | Fukui        |
| E9     | Kannonmachi        | 観音町       | 7,3           | | Eiheiji      |
| E10    | Matsuoka           | 松岡         | 8,4           | | Eiheiji      |
| E11    | Shiizakai          | 志比堺       | 9,3           | | Eiheiji      |
| E12    | Eiheijiguchi       | 永平寺口     | 10,9          | | Eiheiji      |
| E13    | Shimoshii          | 下志比       | 11,9          | | Eiheiji      |
| E14    | Kōmyōji            | 光明寺       | 12,7          | | Eiheiji      |
| E15    | Domeki (ja)        | 轟           | 14,2          | | Eiheiji      |
| E16    | Echizen-Nonaka     | 越前野中     | 15,7          | | Eiheiji      |
| E17    | Sannō              | 山王         | 17,2          | | Eiheiji      |
| E18    | Echizen-Takehara   | 越前竹原     | 19,3          | | Eiheiji      |
| E19    | Kobunato           | 小舟渡       | 21,2          | | Eiheiji      |
| E20    | Hota (ja)          | 保田         | 23,1          | | Katsuyama    |
| E21    | Hossaka            | 発坂         | 24,5          | | Katsuyama    |
| E22    | Hishima            | 比島         | 26,4          | | Katsuyama    |
| E23    | Katsuyama          | 勝山         | 27,8          | | Katsuyama    |